# Phaisura effigies
Phaisura effigies là một loài tò vò trong họ Ichneumonidae.